# Ledra trigona
Ledra trigona är en insektsart som beskrevs av Cai och Shen 1999. Ledra trigona ingår i släktet Ledra och familjen dvärgstritar. Inga underarter finns listade i Catalogue of Life.